# المخطوطة الجلائرية الكبرى للشاهنامه
الشاهنامه الجلايرية الكبرى هي مخطوطة مصورة مفقودة من المفترض أنها لشاهنامه الفردوسي، الملحمة الوطنية لإيران الكبرى. يُعتقد أنه أُنتجَت خلال منتصف القرن الرابع عشر، في عهد إما حسن بزرك (1336-1356) أو أويس (1356-1374). المخطوطة غير موجودة بالكامل، ولم تنجُ لوحاتها إلا من خلال إدراجها في ألبومات الرسومات واللوحات الفردية المحفوظة حاليًا في قصر طوب قابي في إسطنبول. من خلال المقارنة مع مخطوطات الشاهنامه الأخرى، بما في ذلك الشاهنامه المغولية الكبرى، جادل برنارد أوكاني بوجود مخطوطة الشاهنامه الجلايرية الموحدة، والتي أُخذت منها العديد من اللوحات في ألبومات طوب قابي.

## الخلفية
سيطر الجلايريون، وهم قبيلة مغولية، على المنطقة المحيطة بتبريز حوالي عام 1335، وأسسوا سلالة مركزها بغداد في عام 1340. حكموا من بغداد حتى نهاية عهد السلطان أحمد في عام 1410، عندما أصبحوا تابعين للقره قويونلو والتيموريين.
في عالم الرسم الفارسي، تعتبر الفترة الجلايرية بمثابة جسر بين الشاهنامه المغولية الكبرى وذروة الرسم الفارسي خلال العصرين التيموري والصفوي. في عهد الجلايريين، أُدخلَن تطورات جديدة على الفن الفارسي، بما في ذلك الاستلهام من الرسم الصيني، والتغييرات في تصوير الطبيعة، واستخدام الهوامش للإضافات إلى اللوحات. وعلى الرغم من تأثيرها، فإن عددًا قليلًا للغاية من المخطوطات المؤرخة التي بقيت من العصر الجلايري، ولا تزال الجهود جارية لفهم طبيعة ومدى الإنتاج الفني في ظل هذه السلالة.
توجد اللوحات التي تشكل الشاهنامه الجلايرية الكبرى في ما يسمى بألبومات إسطنبول، وهي مجموعة من العديد من مجموعات الخطوط واللوحات والطباعة الحجرية والأنماط ذات الأصول المتنوعة، بما في ذلك ورش عمل السلالات الرئيسة للرسم الفارسي من المغول إلى الصفويين. جُمعَت ألبومات إسطنبول في شكلها النهائي من القرن السادس عشر إلى القرن التاسع عشر، على الرغم من أن اللوحات الموجودة فيها قُطعَت وأُعيد استخدامها من مخطوطات أخرى.

## اللوحات الفنية

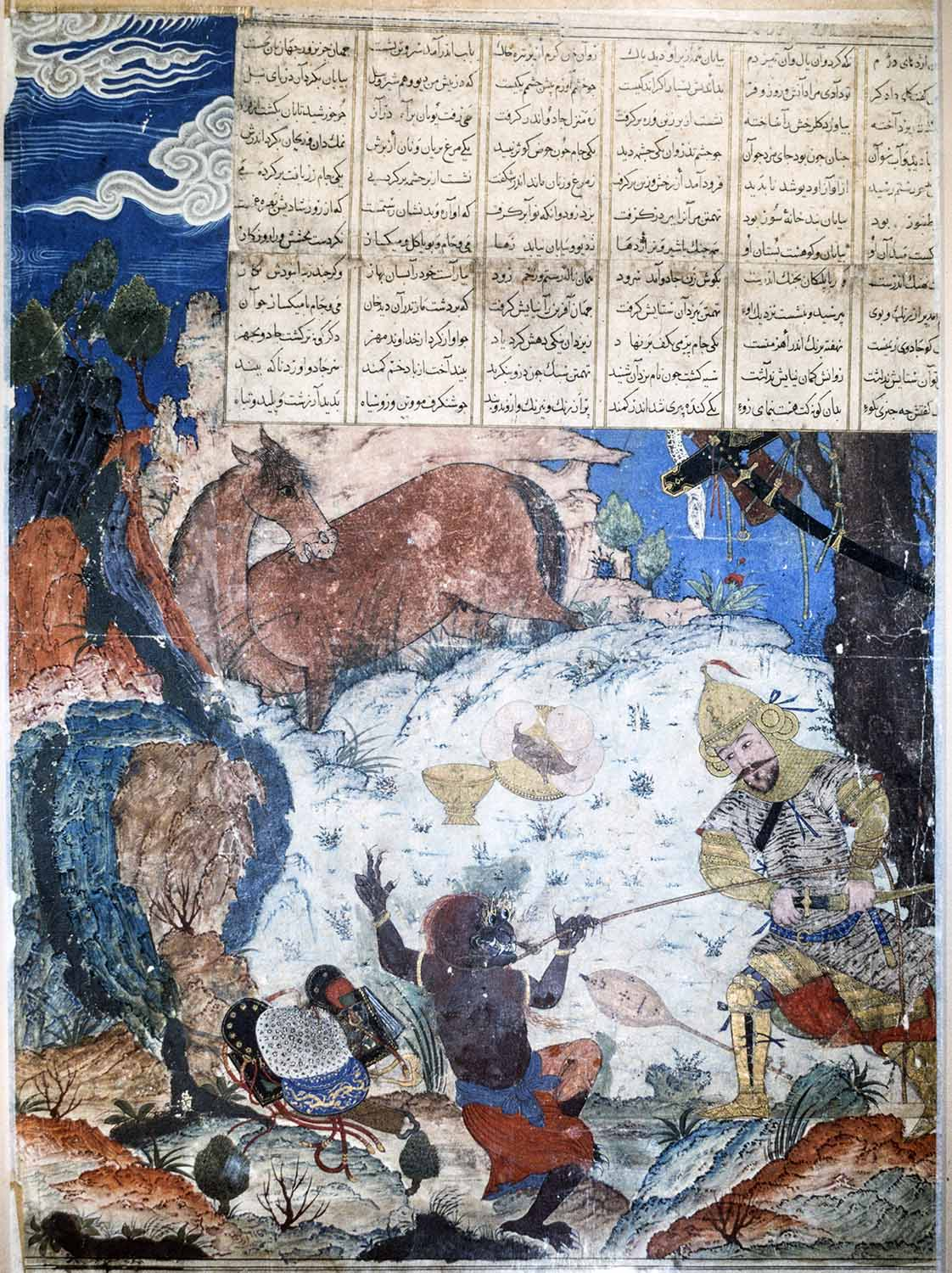
منمنمة رستم لاسو الساحرة. من مكتبة طوب قابي سراي.

تختبر دراسة أوكين بالتفصيل ثلاث لوحات، من بين لوحات أخرى، على أنها تعود إلى الشاهنامه الجلايرية الكبرى. يمكن العثور على اللوحات الثلاث في ألبوم واحد فقط من ألبومات إسطنبول، هو (H.2153). وهذه اللوحات الثلاث هي: رستم لاسو الساحرة، التي تصور البطل وهو يكبح جماح عدوه قبل قتله؛ والحارس يتراجع وأذنيه في يده، التي تصور مشهدًا نادرًا ما تم تصويره من الملحمة يتضمن قيام رستم بقطع آذان الحارس؛ و ضحاك مسمرًا على جبل دماوند، وهو رسم توضيحي لقصة مختلفة عن الشاهنامه.
هناك العديد من الخصائص المشتركة بين اللوحات والتي تدعم التأكيد على أنها تشترك في نفس المصدر. يظل الأسلوب الذي يتم به رسم الصخور، مع النقاط الصغيرة التي تعمل بمثابة تظليل لتلال الصخور، ثابتًا. علاوة على ذلك، تحتوي جميع الألبومات الثلاثة على أمثلة لـ"وجوه الروك"، وقد تم تغييرها جميعًا بشكل كبير بواسطة صانع الألبوم. حظيت رواية رستم والحارس باهتمام خاص بسبب درجة التشابه العالية بينهما. 
وقد وصفت نورهان أتاسوي ثماني لوحات أخرى، جميعها في (H.2153)، بأنها متشابهة من الناحية الأسلوبية، وخاصة في تصويرها للمناظر الطبيعية والصخور، وتأطيرها، وتصويرها لرستم. وفي تسليط الضوء على أوجه التشابه بين هذه اللوحات الإحدى عشرة، يقترح أتاسوي أنها من صنع فنان واحد يتمتع "بتقنية ومهارة متطورة للغاية". "

## الإرث
قدمت ومثلت لوحات الشاهنامه الجلائرية الكبرى العديد من الابتكارات الأسلوبية في العصر الجلائري. تُعد لوحاتها من أقدم الأمثلة التي يمكن تأريخها للوحات التي تتجاوز إطاراتها وتستخدم الهامش، وهو موضوع طُور تدريجيًا في المخطوطات اللاحقة مثل ديوان السلطان أحمد.
كما تتميز اللوحات أيضًا بالخط العمودي الذي لم نشاهده في المخطوطات الإيلخانية السابقة. تميز هذا المنظور الجديد بإحساس أكبر بالمساحة وسمح بلوحات أكبر وأكثر تفصيلًا. وقد ساهمت هاتان الابتكارات التنسيقية في الاتجاه الجلايري، الذي حددته شيلا بلير، "التوسع التدريجي للوحة على حساب النص على مدار القرنين الرابع عشر وأوائل القرن الخامس عشر". وعلى هذا النحو، في لوحة رستم لاسو الساحرة ، يشغل النص أقل من ثلث الصفحة، وعلى جانبها الأيسر، تمتد اللوحة إلى ارتفاع الصفحة بالكامل.
تشتهر هذه المخطوطة بوجوهها الصخرية، وهي عبارة عن أشكال حيوانية أو بشرية صغيرة مخفية داخل المعالم الطبيعية للمناظر الطبيعية. على سبيل المثال، يحتوي تمثال رستم لاسوينج الساحرة على شكل ثعلب داخل الصخور في أسفل اليسار. كان هذا من بين العديد من الابتكارات الفارسية المستوحاة من الرسم الصيني، إلى جانب التصوير الدائري للسحب الشبيه بالبرق، والذي يظهر على يسار النص في رستم. ربما تكون الشاهنامه الجلايرية الكبرى أقدم مخطوطة معروفة تتضمن هذه الميزة، حيث إن أقدم مخطوطة مؤرخة بشكل نهائي ذات واجهات صخرية هي شاهنامه أخرى من عام 1370، في نفس الوقت تقريبًا الذي اكتمل فيه الشاهنامه الجلايرية الكبرى.
وتجسد المخطوطة، ولكنها لا تقدم، العديد من السمات المميزة الأخرى للرسم الجلايري. وتشمل هذه التلال والصخور المظللة والمنقطة وإدراج الشعر على أنوف الخيول (وهي اتفاقية أخرى مستوحاة من الثقافة الصينية). تظهر كلتا السمتين في شخصية رستم لاسو الساحرة.
وبفضل هذه الابتكارات، أصبحت الشاهنامه الجلائرية الكبرى، إلى جانب أعمال أخرى من العصر الجلايري، مصدر إلهام أساسي للفنانين الفارسيين اللاحقين، وبالتالي أُطلق عليها اسم "مصدر" الرسم الفارسي الحديث. وقد زعم برنارد أوكين أيضًا أنه نظرًا لعمق الصور والملمس ووضع الشخصيات، كانت الشاهنامه الجلايلية الكبرى قمة في الرسم الفارسي، حيث كانت تضاهي روائع العصرين التيموري والصفوي.

## فهرس
- أوكين، برنارد (2017). "الشاهنامه الجلائرية الكبرى". في جونيلا، جوليا؛ ويس، فريدريك. راوخ، كريستوف (محرران). ألبومات دييز: السياق والمحتوى . ليدن: بريل. ص. 469–484.(ردمك 978-90-04-32348-3)رقم ISBN 978-90-04-32348-3
- جاغمان، فيليز؛ تانيندي، زيرين (2011). "مختارات من كتب الجلايرية في مكتبات اسطنبول". المقرنصات . 28 (1): 221–264 جايستور 23350289
- وينج، باتريك (2016). "الخاتمة وإرث الجلايريين" . الجلايريون: تشكيل الدولة السلالية في الشرق الأوسط المغولي . إدنبرة: مطبعة جامعة إدنبرة. ص. 185–201.(ردمك 978-1-4744-0225-5)رقم ISBN 978-1-4744-0225-5
- أتاسوي، نورهان (1970). "أربعة ألبومات إسطنبول وبعض المقاطع من شاهنامه القرن الرابع عشر". الفن الشرقي . 8 (1): 19–48 جايستور 4629251
- كليمبورج-سالتر، ديبورا (1976-1977). "موضوع صوفي في الرسم الفارسي: ديوان السلطان أحمد جلاير في المعرض الحر للفنون، واشنطن العاصمة" فن الشرق . 11 (1/2): 43–84 جايستور 4629251
- بلير، شيلا س. (2019). "فاصل رومانسي: احتفالات الزفاف من مخطوطة تحتوي على ثلاث قصائد للشاعر خواجو كيرماني". النص والصورة في الفن الفارسي في العصور الوسطى . إدنبرة: مطبعة جامعة إدنبرة. ص. 172–227.دُوِي:10.3366/j.ctvxcrp75.10doi : 10.3366/j.ctvxcrp75.10
- أوكين، برنارد (2021). "الوجوه الصخرية والأشكال الصخرية في الرسم الفارسي". دراسات في الرسم والنقوش والفنون الزخرفية الإسلامية . إدنبرة: مطبعة جامعة إدنبرة. ص. 435–479.دُوِي:10.3366/j.ctv27zdjv6.23doi : 10.3366/j.ctv27zdjv6.23(ردمك 978-1-4744-7476-4)
- أوكين، برنارد (2021). “سيا قلم: اتصالات جلايريد”. دراسات في الرسم والنقوش والفنون الزخرفية الإسلامية . إدنبرة: مطبعة جامعة إدنبرة. ص. 357–392.دُوِي:10.3366/j.ctv27zdjv6.20doi : 10.3366/j.ctv27zdjv6.20(ردمك 978-1-4744-7476-4)